# 厚木森の里
厚木森の里（あつぎもりのさと）は、神奈川県厚木市にて開発された地区である。町丁名として、森の里（もりのさと）、森の里青山（もりのさとあおやま）、森の里若宮（もりのさとわかみや）が設置されている。

## 地理
昭和50年代より、厚木市小野に所在した丘陵地を造成して誕生したニュータウンである。施行面積は192.7ha。当初の計画人口は8410人であった。
地区を南北に縦貫する都市計画道路船子飯山線を中心軸とし、この道路の西側の森の里1～5丁目は住宅・生活地区となっている。道路の東側のうち、南部の森の里若宮、北部の森の里青山は、研究開発・工業地域となっており、大学・高等学校といった教育施設や、大手企業を中心とした研究所が立ち並んでいる。
この船子飯山線は森の里バス停に近い地区北端までが整備されているが、今後さらに北進し、厚木秦野道路・森の里インターチェンジ（仮称）と接続する計画がある。
他のニュータウンと比較し、緑地帯を広く確保する施策が取られている。地区の西側の尾根には神奈川県立七沢森林公園、北東には上古沢緑地（愛称：あつぎつつじの丘公園）、南東には愛名緑地、南に若宮公園がある。森の里住宅地の中央を、南北に森の里四季の路、東西に森の里春の路という遊歩道が通っている。
2014年より厚木森の里地区に隣接し、下古沢、上古沢地内にて森の里東土地区画整理事業が進められ、その地域にも工業立地が進んでいる。なお隣接地ではあるが、ネポン厚木事業所は森の里の開発以前の1968年から現在地にて操業している。

## 歴史

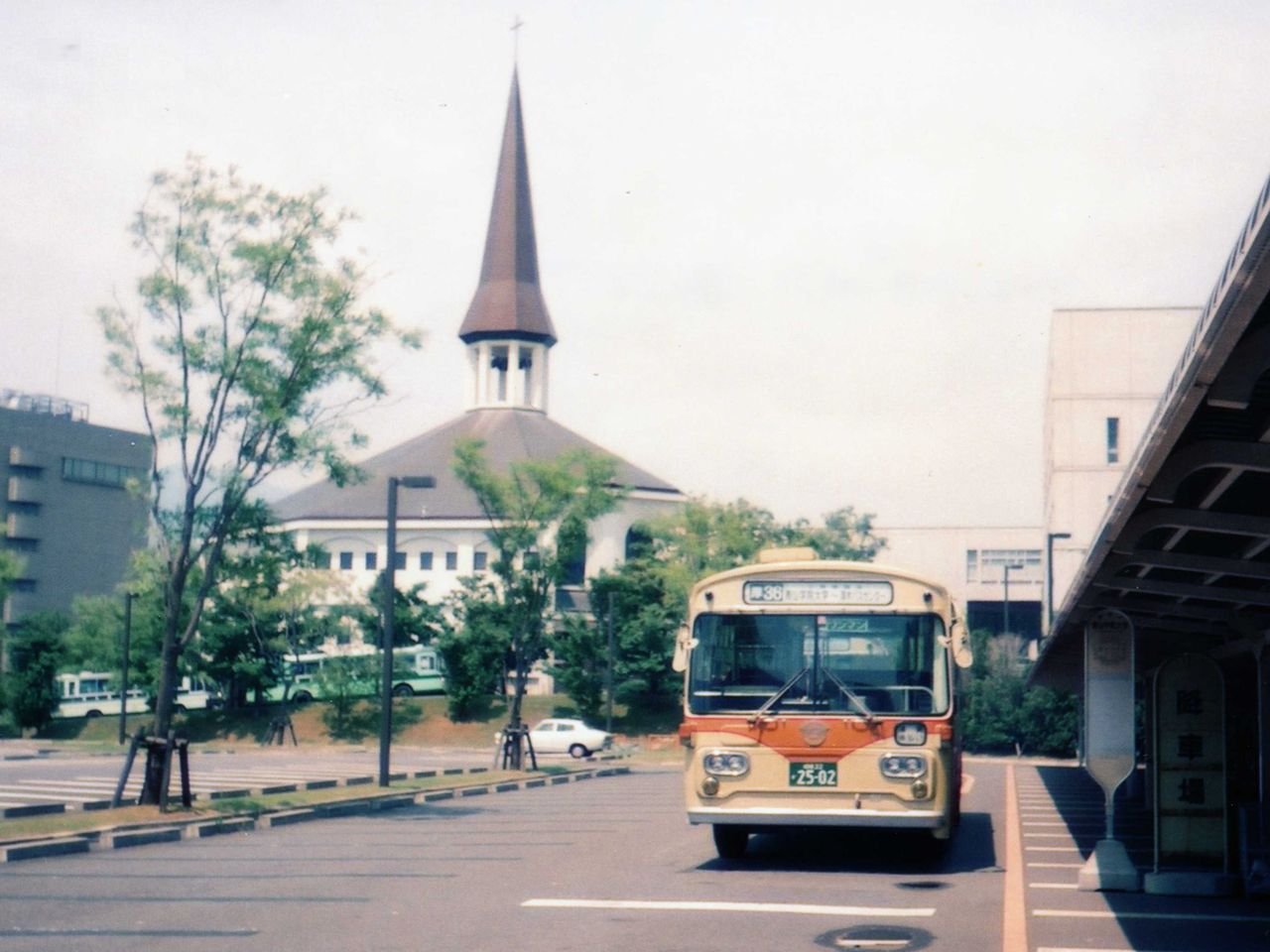
青山学院大学旧厚木キャンパス（1987年頃）

- 1970年（昭和45年） 日本ランドシステムにより、開発計画が開始される[2]。
- 1977年（昭和52年） 神奈川県より開発許可。
- 1978年（昭和53年） 日本ランドシステムから住宅・都市整備公団に計画が引き継がれる。
- 1980年（昭和55年）6月17日 住宅・都市整備公団による森の里特定土地区画整理事業が認可される[3]
- 1982年（昭和57年） 青山学院大学厚木キャンパスが設置される。
- 1983年（昭和58年） 日本電信電話（NTT）厚木研究開発センタが開設される。
- 1984年（昭和59年）1月1日  神奈川県立厚木西高等学校が設立される。
- 1985年（昭和60年） 松陰女子大学（現・松蔭大学）が開学する。
- 1985年（昭和60年）4月1日  厚木市立森の里小学校が開校する。
- 1986年（昭和61年）4月1日  厚木市立森の里中学校が開校する。
- 2003年（平成15年） 青山学院大学厚木キャンパスが閉鎖される。
- 2007年（平成19年） 青山学院大学跡地に、日産先進技術開発センターが開設される。

## 森の里

### 地価
住宅地の地価は、2023年（令和5年）1月1日の公示地価によれば、森の里3-18-6の地点で9万3000円/m2となっている。

### 世帯数と人口
2021年（令和3年）3月1日現在（厚木市発表）の世帯数と人口は以下の通りである。
| 丁目         | 世帯数 | 人口    |
| ------------ | ------ | ------- |
| 森の里一丁目 |        | 1,198人 |
| 森の里二丁目 |        | 1,254人 |
| 森の里三丁目 |        | 1,379人 |
| 森の里四丁目 |        | 1,677人 |
| 森の里五丁目 |        | 708人   |
| 計           |        | 6,216人 |

2021年2月時点で、開発開始から40年余が経過し、高齢化が進んでいる。65歳以上人口は42.0％と、厚木市平均25.9％を大幅に上回っている。

#### 人口の変遷
国勢調査による人口の推移。
| 年                 | 人口  |
| ------------------ | ----- |
| 1995年（平成7年）  | 7,257 |
| 2000年（平成12年） | 7,328 |
| 2005年（平成17年） | 7,263 |
| 2010年（平成22年） | 6,767 |
| 2015年（平成27年） | 6,396 |
| 2020年（令和2年）  | 6,033 |

#### 世帯数の変遷
国勢調査による世帯数の推移。
| 年                 | 世帯数 |
| ------------------ | ------ |
| 1995年（平成7年）  | 2,024  |
| 2000年（平成12年） | 2,150  |
| 2005年（平成17年） | 2,287  |
| 2010年（平成22年） | 2,322  |
| 2015年（平成27年） | 2,413  |
| 2020年（令和2年）  | 2,561  |

### 事業所
2021年（令和3年）現在の経済センサス調査による事業所数と従業員数は以下の通りである。
| 丁目         | 事業所数 | 従業員数 |
| ------------ | -------- | -------- |
| 森の里一丁目 | 20事業所 | 204人    |
| 森の里二丁目 | 10事業所 | 21人     |
| 森の里三丁目 | 10事業所 | 182人    |
| 森の里四丁目 | 13事業所 | 78人     |
| 森の里五丁目 | 12事業所 | 48人     |
| 計           | 65事業所 | 533人    |

#### 事業者数の変遷
経済センサスによる事業所数の推移。
| 年                 | 事業者数 |
| ------------------ | -------- |
| 2016年（平成28年） | 60       |
| 2021年（令和3年）  | 65       |

#### 従業員数の変遷
経済センサスによる従業員数の推移。
| 年                 | 従業員数 |
| ------------------ | -------- |
| 2016年（平成28年） | 427      |
| 2021年（令和3年）  | 533      |

## 森の里青山

### 世帯数と人口
2021年（令和3年）3月1日現在（厚木市発表）の世帯数と人口は以下の通りである。
| 町丁       | 世帯数 | 人口 |
| ---------- | ------ | ---- |
| 森の里青山 |        | 24人 |

#### 人口の変遷
国勢調査による人口の推移。
| 年                 | 人口 |
| ------------------ | ---- |
| 1995年（平成7年）  | 35   |
| 2000年（平成12年） | 40   |
| 2005年（平成17年） | 40   |
| 2010年（平成22年） | 40   |
| 2015年（平成27年） | 40   |
| 2020年（令和2年）  | 40   |

### 事業所
2021年（令和3年）現在の経済センサス調査による事業所数と従業員数は以下の通りである。
| 町丁       | 事業所数 | 従業員数 |
| ---------- | -------- | -------- |
| 森の里青山 | 19事業所 | 2,149人  |

#### 事業者数の変遷
経済センサスによる事業所数の推移。
| 年                 | 事業者数 |
| ------------------ | -------- |
| 2016年（平成28年） | 19       |
| 2021年（令和3年）  | 19       |

#### 従業員数の変遷
経済センサスによる従業員数の推移。
| 年                 | 従業員数 |
| ------------------ | -------- |
| 2016年（平成28年） | 1,036    |
| 2021年（令和3年）  | 2,149    |

## 森の里若宮

### 世帯数と人口
2021年（令和3年）3月1日現在（厚木市発表）の人口は0人である。

### 事業所
2021年（令和3年）現在の経済センサス調査による事業所数と従業員数は以下の通りである。
| 町丁       | 事業所数 | 従業員数 |
| ---------- | -------- | -------- |
| 森の里若宮 | 18事業所 | 1,033人  |

#### 事業者数の変遷
経済センサスによる事業所数の推移。
| 年                 | 事業者数 |
| ------------------ | -------- |
| 2016年（平成28年） | 19       |
| 2021年（令和3年）  | 18       |

#### 従業員数の変遷
経済センサスによる従業員数の推移。
| 年                 | 従業員数 |
| ------------------ | -------- |
| 2016年（平成28年） | 1,489    |
| 2021年（令和3年）  | 1,033    |

## 学区
市立小・中学校に通う場合、学区は以下の通りとなる（2022年10月時点）。
| 番地 | 小学校               | 中学校               |
| ---- | -------------------- | -------------------- |
| 全域 | 厚木市立森の里小学校 | 厚木市立森の里中学校 |

## 交通
- 道路
  - 国道・県道は通っていない。

- 路線バス
  - 神奈川中央交通・厚木営業所及び伊勢原営業所
    - 厚43 厚木バスセンター - 船子 - 森の里中学校 - 森の里
    - 厚44 厚木バスセンター - 本厚木駅 - 高松山 - 通信研究所前 - 森の里
    - 厚45 厚木バスセンター - 船子- 森の里青山 - 森の里
    - 愛15 愛甲石田駅 - 愛甲原住宅 - 森の里中学校 - 森の里
    - 愛16 愛甲石田駅 - 広町橋 - 厚木西高校 - 森の里
    - 愛17 愛甲石田駅 - 通信研究所 - 森の里青山 - 森の里
    - 愛18 愛甲石田駅 - 通信研究所 - 松蔭大学
    - 愛19 愛甲石田駅 - 通信研究所 - 日産先進技術開発センター
    - 愛21 愛甲石田駅 - 通信研究所 - 松蔭大学 - 日産先進技術開発センター

## 周辺
- 森の里1丁目
  - 森の里地区市民センター
  - スーパー三和 森の里店
  - 厚木森の里郵便局
  - 森の里幼稚園
  - 厚木市立森の里小学校
- 森の里3丁目
  - 亀田森の里病院（亀田総合病院グループ）
- 森の里4丁目
  - 厚木市立森の里中学校
- 森の里若宮
  - クリタ分析センター 厚木事業所
  - 富士通研究所 厚木地区
  - NTT厚木研究開発センタ
  - 松蔭大学
- 森の里青山
  - 日産先進技術開発センター（NATC）
  - 神奈川県立厚木西高等学校
  - メイテック 厚木テクノセンター
  - ドクターシーラボ 森の里テクノプラザ
  - 佐藤工業 技術研究所
  - 信金中央金庫 システム開発センター